# Style (album)
Pour les articles homonymes, voir Style.
Albums de Namie Amuro
Love Enhanced - Single Collection
(2002) Queen of Hip-Pop
(2005)
Albums par Suite Chic
When Pop Hits the Lab
(2003)
Singles
 STYLE  est le 5e album régulier de Namie Amuro sorti sur le label Avex Trax, ou le 8e sous son seul nom en comptant celui sur le label Toshiba-EMI et deux précédentes compilations. Il sort le 10 décembre 2003 au Japon, et contient cinq titres déjà sortis sur quatre singles, tous dans le top 10. 
Il atteint la 4e place du classement de l'Oricon.
Il reste classé pendant 23 semaines, pour un total de 221 874 exemplaires vendus pendant cette période. Il reste depuis sa plus faible vente d'un album.
C'est son premier album original sans le producteur Tetsuya Komuro. Il sort trois ans après son précédent album original Break the Rules sorti fin 2000, mais après l'album compilation Love Enhanced - Single Collection et ses deux albums dans le cadre du projet Suite Chic.  C'est son premier album depuis son passage au genre RnB contemporain. Les premières éditions du disque contiennent deux titres remixés supplémentaires.

## Liste des titres
1. Namie's Style
2. Indy Lady feat.ZEEBRA
3. Put 'Em Up
4. SO CRAZY
5. Don't Lie To Me
6. LOVEBITE
7. Four Seasons
8. Fish feat.VERBAL
9. gimme more
10. As Good As
11. shine more
12. Come
13. Wishing On The Same Star
Bonus de l'édition limitée
14. SO CRAZY (Mad Bear Mix)
15. Wishing On The Same Star (Movie Version)